# Fernande Olivier
Fernande Olivier (geboren Amélie Lang; Parijs, 6 juni 1881 - aldaar, 29 januari 1966) was een Franse kunstenares en model, vooral bekend om het model staan voor de schilder Pablo Picasso, en om haar schriftelijke verslagen van haar relatie met hem.